# Olympische Sommerspiele 2008/Radsport – Mountainbike (Frauen)
Das Mountainbikerennen der Frauen bei den Olympischen Spielen 2008 in Peking fand am 23. August 2008 statt.
Um 10:00 Uhr Ortszeit starteten alle 30 Athletinnen gemeinsam das Rennen. Insgesamt mussten sechs Runden à 4,45 km zurückgelegt werden. Die ergab eine Gesamtdistanz von 26,70 km.
Die Deutsche Sabine Spitz setzte gleich zu Beginn des Rennens von den restlichen Athletinnen ab und konnte sich mit einem Vorsprung von mehr als 40 Sekunden auf die Polin Maja Włoszczowska den Olympiasieg sichern. Die Entscheidung um die Bronzemedaille gewann Irina Kalentjewa aus Russland, die sich auf der Schlussrunde gegen die Kanadierin Catharine Pendrel durchsetzte. Insgesamt beendeten nur 18 der 30 Athletinnen das Rennen, 14 von ihnen schieden auf Grund einer Überrundung aus.

## Ergebnisse
| Rang | Athlet                 | Nation             | Zeit (h)       |
| ---- | ---------------------- | ------------------ | -------------- |
| 1    | Sabine Spitz           | Deutschland        | 1:45:11        |
| 2    | Maja Włoszczowska      | Polen              | 1:45:52        |
| 3    | Irina Kalentjewa       | Russland           | 1:46:28        |
| 4    | Catharine Pendrel      | Kanada             | 1:46:37        |
| 5    | Ren Chengyuan          | China              | 1:47:40        |
| 6    | Petra Henzi            | Schweiz            | 1:48:41        |
| 7    | Mary McConneloug       | Vereinigte Staaten | 1:50:34        |
| 8    | Georgia Gould          | Vereinigte Staaten | 1:50:51        |
| 9    | Rosara Joseph          | Neuseeland         | 1:51:07        |
| 10   | Aleksandra Dawidowicz  | Polen              | 1:51:21        |
| 11   | Elisabeth Osl          | Österreich         | 1:51:39        |
| 12   | Liu Ying               | China              | 1:52:01        |
| 13   | Lene Byberg            | Norwegen           | 1:53:19        |
| 14   | Elsbeth van Rooy-Vink  | Niederlande        | 1:53:30        |
| 15   | Nathalie Schneitter    | Schweiz            | 1:53:42        |
| 16   | Eva Lechner            | Italien            | 1:58:22        |
| 17   | Laurence Leboucher     | Frankreich         | 2:00:55        |
| 18   | Adelheid Morath        | Deutschland        | 2:02:25        |
| 19   | Jaqueline Mourão       | Brasilien          | LAP (1 Runde)  |
| 20   | Rie Katayama           | Japan              | LAP (1 Runde)  |
| 21   | Blaža Klemenčič        | Slowenien          | LAP (1 Runde)  |
| 22   | Yolande Speedy         | Südafrika          | LAP (2 Runden) |
| 23   | Vera Andrejewa         | Russland           | LAP (2 Runden) |
| 24   | Janka Števková         | Slowakei           | LAP (2 Runden) |
| 25   | Dellys Starr           | Australien         | LAP (2 Runden) |
| 26   | Francisca Campos       | Chile              | LAP (2 Runden) |
| –    | Gunn-Rita Dahle Flesjå | Norwegen           | DNF            |
| –    | Margarita Fullana      | Spanien            | DNF            |
| –    | Marie-Hélène Prémont   | Kanada             | DNF            |
| –    | Tereza Huříková        | Tschechien         | DNF            |